# Deudorix staudingeri
Deudorix staudingeri är en fjärilsart som beskrevs av Druce 1890. Deudorix staudingeri ingår i släktet Deudorix och familjen juvelvingar. Inga underarter finns listade i Catalogue of Life.

## Bildgalleri

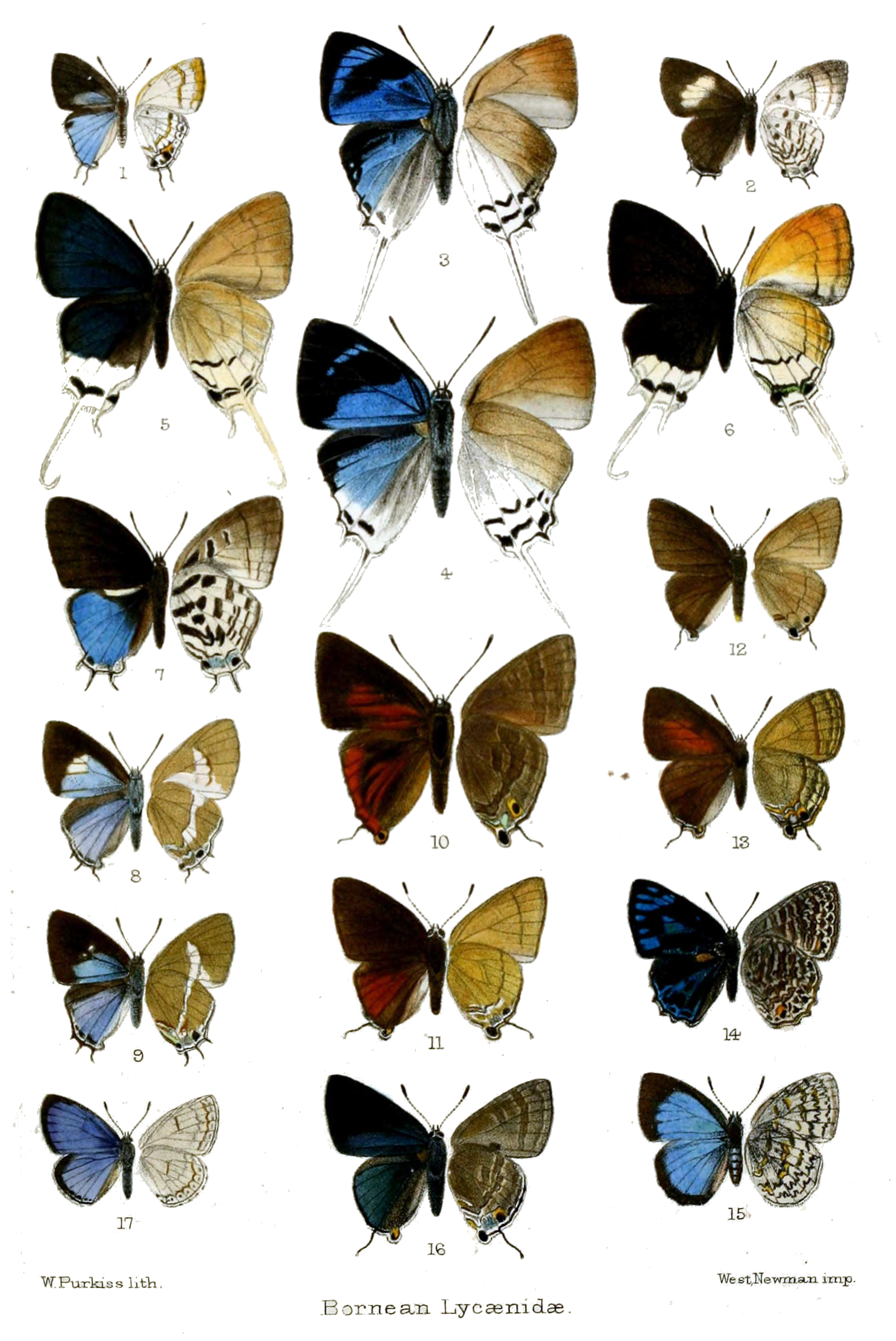
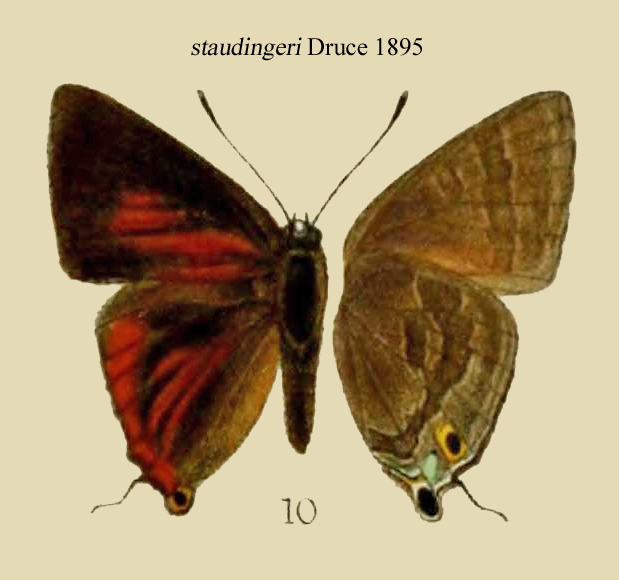